# Joan Draper i Fossas
Joan Draper y Fossas (Arenys de Mar, 1889 - Barcelona, 12 de enero de 1970) fue un escritor y periodista catalán. Utilizó los seudónimos Blas y Kronorrim.
Fue director y fundador de la revista  El Porvenir  (Arenys de Mar, 1907) y director de la revista Bella Terra  (1923-1927). También fue redactor de La Veu de Catalunya y El Correo Catalán. Publicó poesías, narraciones y obras de teatro. De estas últimas, estrenó diversas con música de Xavier Maymí, como la opereta El rey filarmónico  (1908) y el cuento El amor siempre triunfa  (1915).
Participó en varios Juegos Florales. El 1917 ganó un premio extraordinario a los de Barcelona por el poema El gentil pressentiment .

## Obras
- Aires de Levante  (recopilación de poesía, 1915)
- Dietario de un nadador  (narración, 1924)
- Claridad de Asís  (narración, 1962)
- El rey filarmónico  (teatro, 1908)
- El amor siempre triunfa  (cuento, 1915).

 'Poemas presentados a los Juegos Florales de Barcelona.
- Égloga marina  (1916)
- El gentil presentimiento  (1917) (Premio Extraordinario de los Mantenedores)
- El pino  (1922)
- La extraña endecha  (1924)